# Lenzen (Elbe)
Lenzen (Elbe) är en småstad i Tyskland, belägen i Landkreis Prignitz i nordvästra Brandenburg, vid floden Löcknitz nära dess utlopp i Elbe. Staden är huvudort i kommunalförbundet Amt Lenzen-Elbtalaue, där även grannkommunerna Cumlosen, Lanz och Lenzerwische ingår.

## Historia
På grund av sitt läge i Östtyskland nära den inomtyska gränsen mot Västtyskland var Lenzen under perioden 1952-1972 särskilt skyddsområde, och besökare som inte var registrerade som bosatta i staden behövde särskilt passertillstånd, vilket i allmänhet endast beviljades till familjemedlemmar.

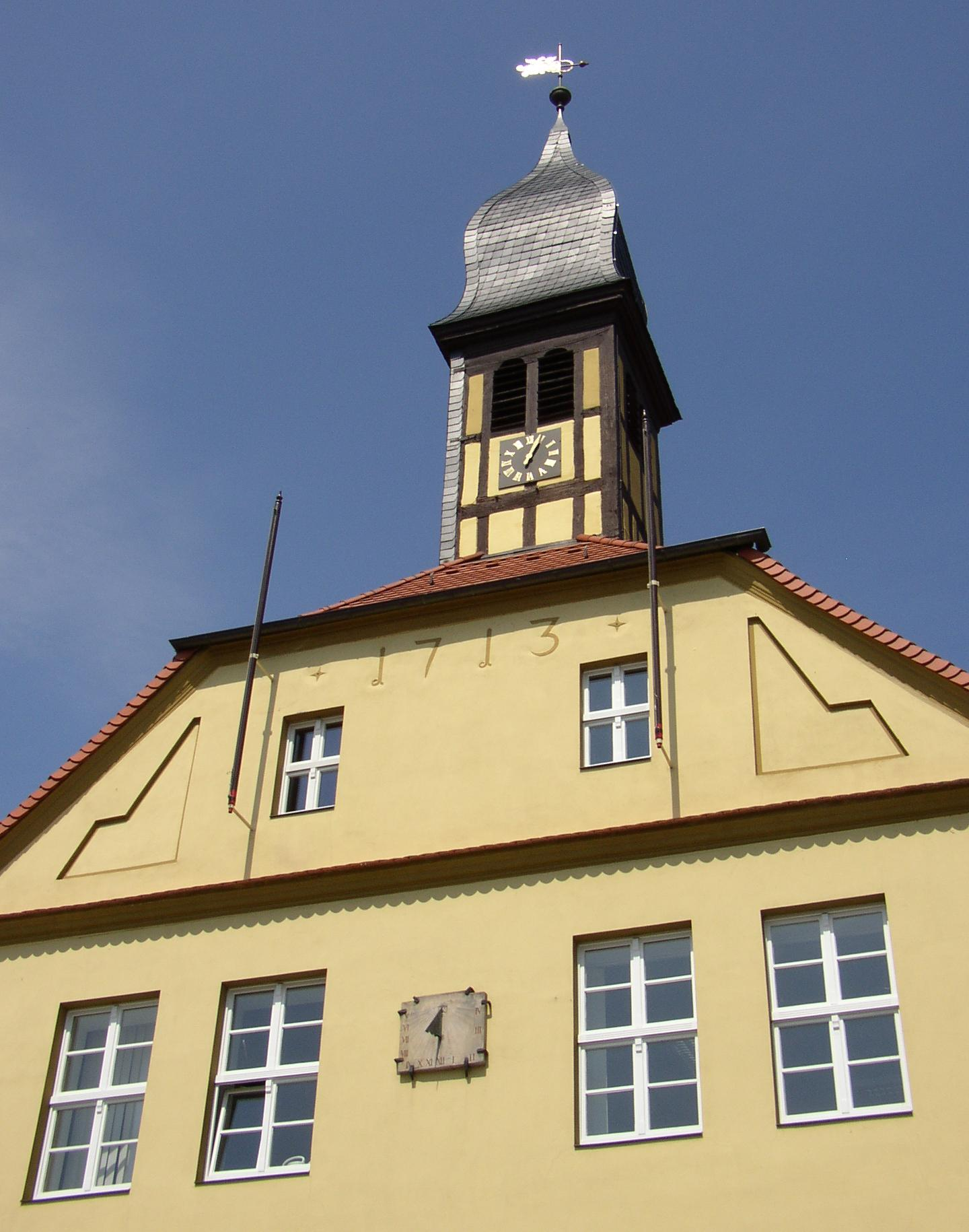
Lenzens rådhus
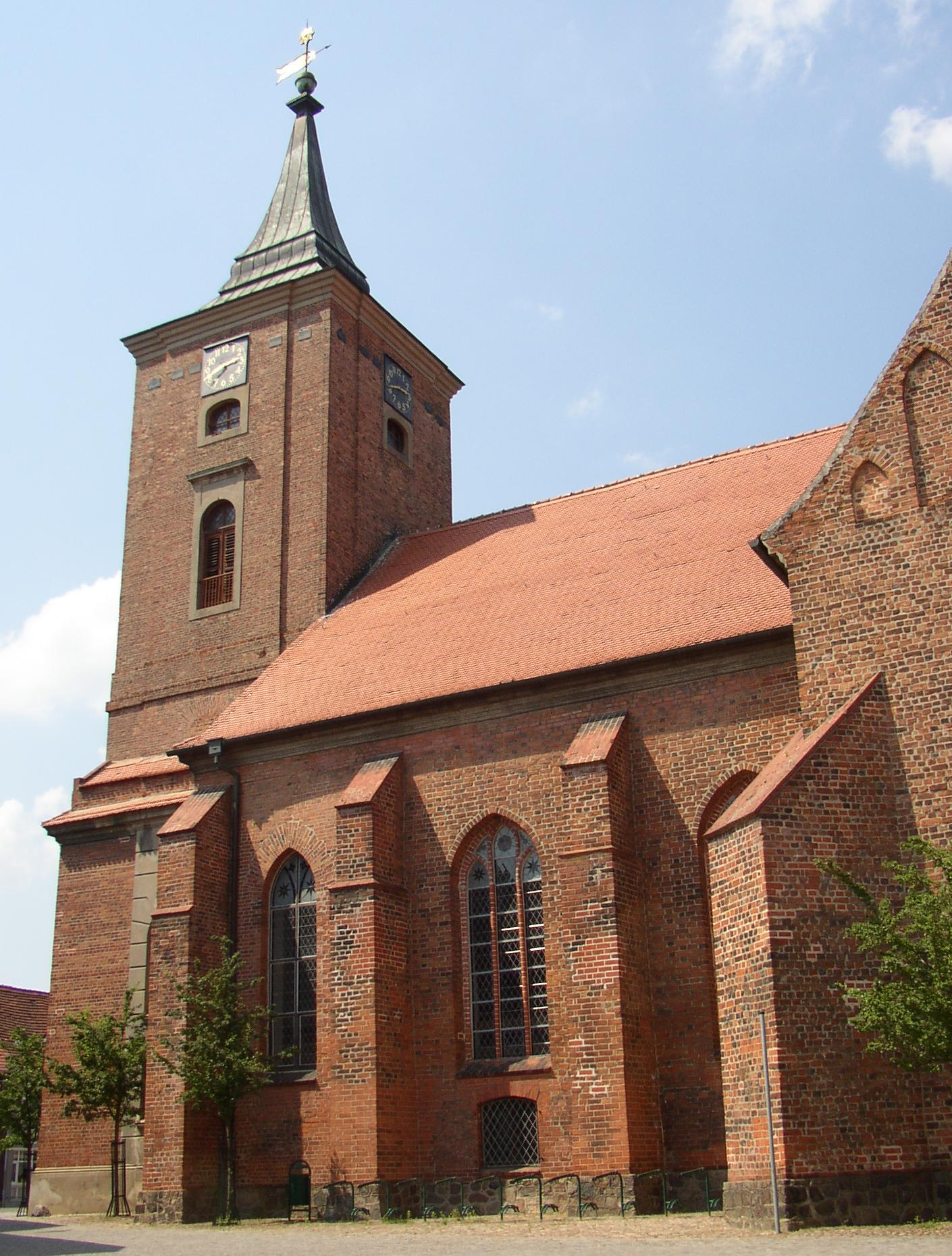
St.-Katharinenkirche